# Оборот местного вагона
Оборо́т ме́стного ваго́на — железнодорожный термин, означающий среднее время нахождения на подразделении груженых вагонов, следующих под выгрузку на данное подразделение с момента приема с других подразделений или погрузки в местном сообщении до момента выгрузки на данном подразделении.